# Bathyleberis toxotes
Bathyleberis toxotes is een mosselkreeftjessoort uit de familie van de Cylindroleberididae. De wetenschappelijke naam van de soort is voor het eerst geldig gepubliceerd in 1986 door Kornicker.